# Hippolyte de Villeneuve-Flayosc
Pour les autres membres de cette famille, voir Famille de Villeneuve et pour les homonymes, voir Villeneuve.
Benoît-Hippolyte de Villeneuve-Flayosc, né le 19 avril 1803 (29 germinal An 11) à Lorgues dans le Var, mort le 11 mai 1874 à Paris, est un ingénieur et géologue français. Il est notamment connu pour ses découvertes sur les propriétés des ciments et pour avoir réalisé plusieurs cartes géologiques et hydrographiques en Provence.

## Biographie
Hippolyte de Villeneuve-Flayosc naît en 1803 de l'union de Jean Baptiste Léonce de Villeneuve-Flayosc et Marie Félicitée Rey de Taradeau. Il est issu d'une famille noble provençale mais sans fortune. Après des études au lycée de Draguignan puis au lycée Thiers de Marseille, il entre classé 16e à l'École polytechnique et en sort classé 4e. Élève boursier, il fait sa première découverte sur la solubilité des sels et les doubles décompositions, ce qui suscite l'intérêt d'éminents scientifiques de l'époque comme François Arago. Il entre classé 1er au corps des mines et devient ensuite ingénieur de 2e classe en Provence. Sa découverte lui permet d'entrer à l'Académie de Marseille à seulement 25 ans.
De 1834 à 1836, il effectue des recherches et observe les calcaires à chaux hydraulique et à ciment des Bouches-du-Rhône. Il réalise le premier blutage à l'usine qu'il crée à Roquefort-la-Bédoule et introduit dans la pratique des constructions l'emploi de la chaux livrée en poudre par sacs plombés. À 33 ans, il est fait chevalier de la Légion d'honneur. Il dépose par la suite toute une série de brevets et en 1840 se fait mettre en retraite sans traitement pour diriger son usine.
En juin 1852, il est nommé professeur à l'École des mines de Paris. Il succède à Jean Reynaud, chassé de sa chaire de législation et d'économie industrielle après le coup d'État du 2 décembre 1851. La chaire est ainsi transformée en chaire d'agriculture et de drainage à partir de 1853. Au cours de ses dix années d'enseignement, il expose ses découvertes sur les ciments et notamment les caractères des calcaires qui permettent de les fabriquer. Il publie ensuite une vaste description minéralogique et géologique du Var et de la Provence. Élu correspondant de l'Académie des sciences, il continue ses recherches en géologie jusqu'à sa mort à Paris en 1874.

## Publications
- Description minéralogique et géologique du Var et des autres parties de la Provence avec application de la géologie à l'agriculture au gisement des sources et des cours d'eau, 1856.
- Histoire de ste Roseline de Villeneuve, religieuse Chartreuse, et de l'influence civilisatrice, 1867, lire en ligne sur Gallica [lire en ligne] .
- Cours d'agriculture et de drainage, 1857.
- Histoire de Sainte Roseline de Villeneuve religieuse chartreuse : et de l'influence civilisatrice de l'ordre des chartreux : avec pièces justificatives, 1867.
- Description minéralogique et géologique du Var et des autres parties de la Provence avec application de la géologie à l'agriculture au gisement des sources et des cours d'eau